# Inuvik
Inuvik ist eine Stadt im Nordwesten Kanadas nördlich des nördlichen Polarkreises und Hauptort der Inuvik Region. Sie hat 3.243 Einwohner (Stand 2016), die Gemeindefläche beträgt 46,76 km², von denen 5 % genutzt werden. Politisch gehört Inuvik zum Gebiet der Nordwest-Territorien. Es ist die größte Stadt in Kanada nördlich des Polarkreises. Es leben hier viele Hinzugezogene europäischer Herkunft, während die einheimischen Inuit mittlerweile in der Stadt die Minderheit bilden.

## Lage
Inuvik liegt am Ufer des East Channel, des östlichen Arms des Mackenzie-Deltas, rund 100 km vor der Mündung in die Beaufortsee, auf einem flachen, bewaldeten Plateau nahe der nördlichen Waldgrenze am Übergang von der Taiga zur Tundra. Vom Ort aus bietet sich den Besuchern ein weitreichender Blick auf die Richardson Range, einen 981 m hohen Gebirgszug im Westen jenseits des Mackenzie an der Grenze zum Yukon-Territorium. Dort, rund 100 km westlich, befindet sich die Nachbargemeinde, Aklavik, nach Inuvik der größte Ort in der weiteren Umgebung. Aklavik kann in den Wintermonaten über den zugefrorenen Mackenzie erreicht werden. Zum etwa 150 km nördlich gelegenen Tuktoyaktuk an der Beaufortsee führt seit November 2017 eine auf ganzjährige Befahrbarkeit ausgelegte Schotterstraße (Anfang Juni 2018 war diese Straße für Fahrzeuge über 5000 kg gesperrt).

## Klima
Nach der Klimaklassifikation nach Köppen und Geiger herrscht hier ein subarktisches Klima (Dfc).
Von Juni bis August scheint für 56 Tage die Mitternachtssonne, während im Winter die Sonne für mehrere Wochen nicht aufgeht. Die Temperatur beträgt im Jahresmittel −10 °C, wobei im Sommer maximal 31°, im Winter aber auch schon −57 °C gemessen wurden. Mit einer Niederschlagsmenge von jährlich 266 mm ist es eher trocken, da die Gebirgszüge im Westen den Regen weitgehend fernhalten.
|                       | Jan   | Feb   | Mär   | Apr   | Mai  | Jun  | Jul  | Aug  | Sep  | Okt   | Nov   | Dez   |   |       |
| Mittl. Tagesmax. (°C) | −23,2 | −22,0 | −17,5 | −7,1  | 5,0  | 17,3 | 19,8 | 16,1 | 7,8  | −4,8  | −16,8 | −21,3 | ⌀ | −3,8  |
| Mittl. Tagesmin. (°C) | −31,9 | −31,7 | −28,8 | −18,4 | −4,7 | 5,3  | 8,5  | 5,9  | −0,4 | −11,6 | −25,1 | −30,1 | ⌀ | −13,5 |
|                       |       |       |       |       |      |      |      |      |      |       |       |       |   |       |
| Niederschlag (mm)     | 13,8  | 11,6  | 11,0  | 10,5  | 17,0 | 22,1 | 33,2 | 39,9 | 28,0 | 28,0  | 17,8  | 15,7  | Σ | 248,6 |
|                       |       |       |       |       |      |      |      |      |      |       |       |       |   |       |
| Sonnenstunden (h/d)   | 0,2   | 2,4   | 5,7   | 8,8   | 9,6  | 12,4 | 10,5 | 6,6  | 3,8  | 1,8   | 0,6   | 0,0   | ⌀ | 5,2   |
|                       |       |       |       |       |      |      |      |      |      |       |       |       |   |       |
| Regentage (d)         | 10,6  | 10,1  | 10,5  | 7,8   | 7,1  | 8,5  | 10,1 | 13,8 | 12,2 | 14,6  | 12,3  | 11,7  | Σ | 129,3 |
|                       |       |       |       |       |      |      |      |      |      |       |       |       |   |       |
| Luftfeuchtigkeit (%)  | 68    | 67    | 64    | 68    | 69   | 61   | 65   | 72   | 77   | 80    | 72    | 69    | ⌀ | 69,3  |

| −31,9 |

| −31,7 |

| −28,8 |

| −18,4 |

| −4,7 |

| 5,3 |

| 8,5 |

| 5,9 |

| −0,4 |

| −11,6 |

| −25,1 |

| −30,1 |

| −31,9 |

| −31,7 |

| −28,8 |

| −18,4 |

| −4,7 |

| 5,3 |

| 8,5 |

| 5,9 |

| −0,4 |

| −11,6 |

| −25,1 |

| −30,1 |

## Bevölkerung
In der Gemeinde leben heute (Stand 2018) über 60 % Menschen europäischer Herkunft (1991 noch 44 %), daneben Einheimische, die zu den Inuit (25 %) bzw. zu den Dene und Métis (15 %) zu zählen sind. Gesprochen werden neben Englisch einheimische Sprachen, vor allem Inuktitut (Inuvialuktun) und Gwich'in.

## Dempster Highway
Erreichbar ist der Ort, dessen Name in der Sprache Inuktitut so viel wie „Ort der Menschen“ oder „Wohnort“ heißt, auf dem 736 km langen Dempster Highway, einer meist unbefestigten Straße, die in der Nähe von Dawson beginnt und in Inuvik endet.

## Geschichte
Der erste Europäer, der die Gegend erreichte, war im Jahr 1789 der Forscher Alexander MacKenzie, nach dem der nahegelegene Strom benannt ist.
Traditionelles Zentrum der Gegend war Aklavik, doch in den fünfziger Jahren wurde entschieden, eine neue Gemeinde zu errichten, da Aklavik immer wieder mit Überflutungen und Erosion zu kämpfen hatte. Die Einweihung der Stadt, die in der Planungsphase zunächst die Bezeichnung East Tree trug, erfolgte offiziell am 18. Juli 1958 durch eine Proklamation auf der 15. Tagung des Rats der Nordwest-Territorien. 1967 erhielt der Ort Gemeinde- und 1970 Stadtstatus. Erster Bürgermeister wurde Richard Hill. Die Öl- und Gasindustrie bot ebenso Arbeitsplätze wie der in Inuvik eingerichtete Militärstützpunkt, der allerdings 1985 geschlossen wurde, woraufhin rund 700 Einwohner abwanderten.

## Sehenswürdigkeiten

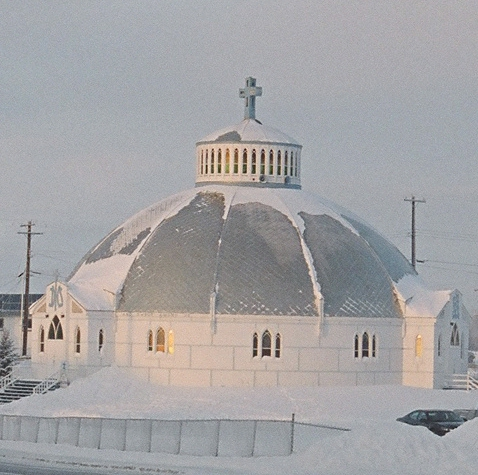
Kirche in Inuvik

Eine Sehenswürdigkeit ist die in Igluform errichtete Kirche des Ortes (Igloo Church Our Lady of Victory, 1960 von Maurice Larocque und Joseph Adam errichtet). Daneben ist das Ingamo Hall Friendship Centre zu nennen, das 1976/1977 erbaut wurde. Ein Sportzentrum besteht seit 1997 mit dem Midnight Sun Recreation Complex. 1995 wurde außerdem das Western Arctic Visitor's Center eröffnet. Außerdem betreibt die kanadische Regierung in Inuvik ein Forschungslaboratorium. Seit 2010 gibt es in Inuvik die nördlichste Moschee Kanadas für die hier lebenden 150 bis 200 Muslime.
Der Flugplatz (Mike Zubko Airport) mit einer ca. 2000 m langen Piste befindet sich gut 10 km südlich des Ortes und wird täglich von Düsenmaschinen angeflogen. Im Ort ist lediglich eine Kreuzung mit einer Ampel ausgestattet. Viele Gebäude von Inuvik werden über ein Rohrsystem mit Wasserdampf beheizt. Die Wasserversorgung muss aus dem Lake B bzw. dem Haussee des Ortes, dem Hidden Lake erfolgen, da der East Channel insbesondere im Sommer Brackwasser enthält. Wegen des Permafrostbodens sind die Gebäude der Stadt auf Pfählen errichtet worden. Im Ort bestehen eine Krankenstation und mehrere Verwaltungsgebäude (jeweils seit 1960). Im Jahre 2003 erhielt Inuvik ein modernes Krankenhaus mit 26 Betten und 9 Ärzten. Die CBIC hat in Inuvik eine Bankfiliale, die kanadische Post hat hier ebenfalls eine Zweigstelle. Weiterhin sind im Ort 6 Hotels und Motels vorhanden. Erwähnenswert ist auch ein Treibhaus mit einer Grundfläche von ca. 500 m². Dieses Treibhaus wurde durch den Umbau des Internats Grollier Hall eingerichtet. Es ist nicht beheizt, bleibt also im Winter nicht frostfrei, verlängert aber die sommerliche Vegetationsperiode erheblich. Die Einwohner der Stadt können kleine Beete zum eigenen Gebrauch pachten, wodurch das Gewächshaus eine wichtige soziale Funktion erfüllt und in diesen Breiten sonst nicht mögliche Naturerfahrung bietet. Seit kurzem gibt es in dem Gewächshaus auch einen kleinen Apfelbaum. Auch ein kleines Theater, das Inuvik Delta Theatre, ist vorhanden.

## Bildung und Forschung
Im Ort besteht das Aurora College, das Mitglied der Universität der Arktis ist.
Am 10. August 2010 weihte das Deutsche Zentrum für Luft- und Raumfahrt (DLR) die Inuvik Satellite Station ein. Das DLR nutzt die neue Bodenstation unter anderem zum Datenempfang für die Satellitenmission TanDEM-X.

## Söhne und Töchter der Stadt
- Bert Bullock (* 1955), Skilangläufer
- Floyd Roland (* 1961), Politiker
- Leona Aglukkaq (* 1967), Politikerin
- Eric Schweig (* 1967), Schauspieler
- Jason Elliott (* 1975), Eishockeytorwart

## Wirtschaft
Inuvik ist Stützpunkt der Öl- und Gasindustrie, die im Gebiet des Mackenzie-Deltas agiert. 1969 wurden in der Region Öl- und 1970 auch Gasvorkommen entdeckt. Am Ufer des East Channel existiert eine Werft.